# 放射性同位体熱電気転換器

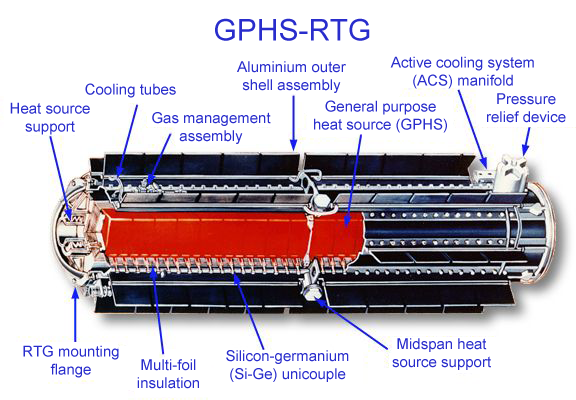
カッシーニに使われたRTGの模式図

放射性同位体熱電気転換器（英: Radioisotope thermoelectric generator; RTG）は、放射性崩壊から電力を取り出す発電機である。熱電対を用い、ゼーベック効果によって放射性物質の崩壊熱を電気に変換している。原子力電池の一種である。
RTGは、人工衛星、宇宙探査機、ソビエト連邦が北極圏に設置した灯台のような遠隔無人装置の電源として用いられる。燃料電池や蓄電池では賄えないような長い期間に渡って数百ワット以下の電力を必要とする無人の状況であり、太陽電池の設置ができない場合には、RTGが設置されることが多い。

## 歴史

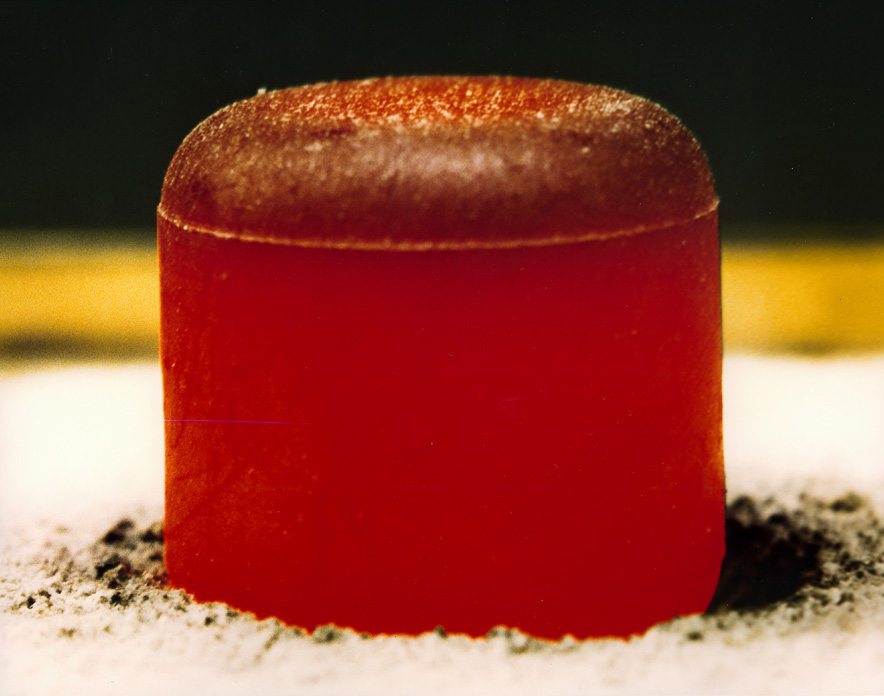
カッシーニとガリレオのミッションに用いられた^{238}PuO_{2}のペレット。当初の出力は62ワットであった。放射性崩壊による熱の生産が原因でペレットは輝く。この写真は、ペレットをグラファイト製の覆いの中に数分間入れ、覆いを取り除いた時のものである。

アーサー・C・クラークは、通信衛星について言及した同じ短文の中で、宇宙船について、「熱電対の利用によって、その運用期間は、無期限に伸びるかもしれない」と述べている。
RTGは、1950年代にアメリカ合衆国において、アメリカ原子力委員会と契約を結んだオハイオ州のマウンド研究所で発明された。このプロジェクトは、バートラム・C・ブランケ博士が率いた。
アメリカ合衆国によって軌道に乗せられた最初のRTGは、1961年のSNAP-3であり、トランジット4Aに搭載された。RTGの地上での最初の利用例の1つは、1966年、アメリカ海軍による無人のフェアウェイ岩礁への設置である。このRTGは1995年まで使われた。
RTGの一般的な使われ方は、宇宙船への電源供給である。SNAPは、太陽電池の使用できない遠方まで行く探査機に搭載される。使用された探査機には、パイオニア10号、パイオニア11号、ボイジャー1号、ボイジャー2号、ガリレオ、ユリシーズ、カッシーニ、ニュー・ホライズンズ、マーズ・サイエンス・ラボラトリーがある。バイキング計画の2機の着陸機やアポロ12号とアポロ17号で月面に残された実験装置等にも用いられた。アポロ13号の月着陸は中止されたため、そのRTGは、南太平洋のトンガ海溝付近に投棄された。RTGは、ニンバス、トランジット、LES等の人工衛星にも搭載されている。対して、本格的な原子炉を搭載した宇宙船が打ち上げられることは少なく、ソビエト連邦のRORSATやアメリカのSNAP-10Aがある。
宇宙船の他にも、ソビエト連邦は、RTGを電源とする多くの灯台やナビゲーション信号を建設した。ストロンチウム90による給電は信頼性が高く、安定した電源となる。放射性物質の漏洩や盗難など、環境上、安全保障上の問題があると批判されることもあるが、設置場所があまり知られていないことから、あまり注目されて来なかった。しかしある時、放射性物質の格納容器が泥棒に開けられたことがあり、またグルジアの3人の木こりが、防護壁の剥がれた2つのセラミック製のRTGの熱源を偶然発見したということも起こった。3人のうち2人は、熱源を背負って帰った後、重度の放射線火傷で入院した。この電池は、最終的に回収して隔離された。
ロシアには、このようなRTGが約1000個ある。その全てが10年の寿命をとっくにすぎたものである。それらは既に機能を失い、廃棄を待っていると見られるものである。そのうちのいくつかは、放射能汚染の危険にもかかわらず、金属回収業者によって金属の格納容器を剥ぎ取られている。
アメリカ空軍は、RTGを、主にアラスカ州に設置されたTop-ROCC及びSave-Iglooの遠隔レーダーシステムの電源として用いている。
過去には、非常に長い寿命を持つことから、プルトニウムを使った非常に小さなRTGが、埋込式心臓ペースメーカーの電源として使われていた。2004年現在で、約90個が未だ使われていた。

## 設計
RTGの設計は、標準的な核技術を用いたシンプルなものである。主要部は頑丈な放射性物質（燃料）の格納容器であり、熱電対が容器の壁の中に設置され、それぞれの熱電対の端はヒートシンクに繋がれている。燃料の放射性崩壊は熱を産み出し、それが熱電対を流れてヒートシンクに達し、この過程で電気が発生する。
熱電対は、ゼーベック効果によって熱エネルギーを直接電気エネルギーに変換する熱電効果装置である。どちらも電気を伝導する種類の異なった2つの金属（または半導体）が繋がれ、閉じたループを構成している。2つの接続部が異なる温度になると、電流がループを流れる。

## 燃料

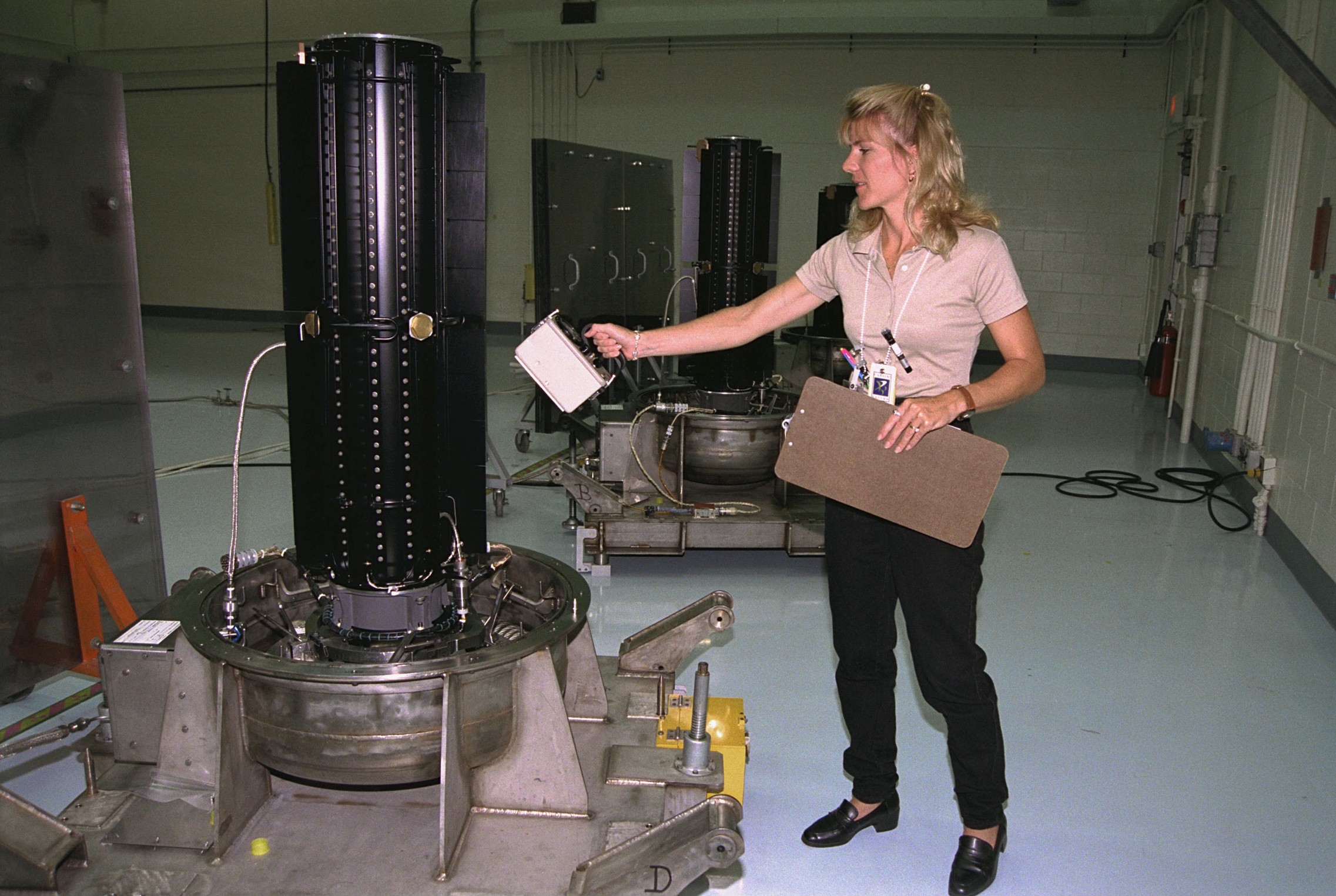
カッシーニ打上げ前のRTGの検査

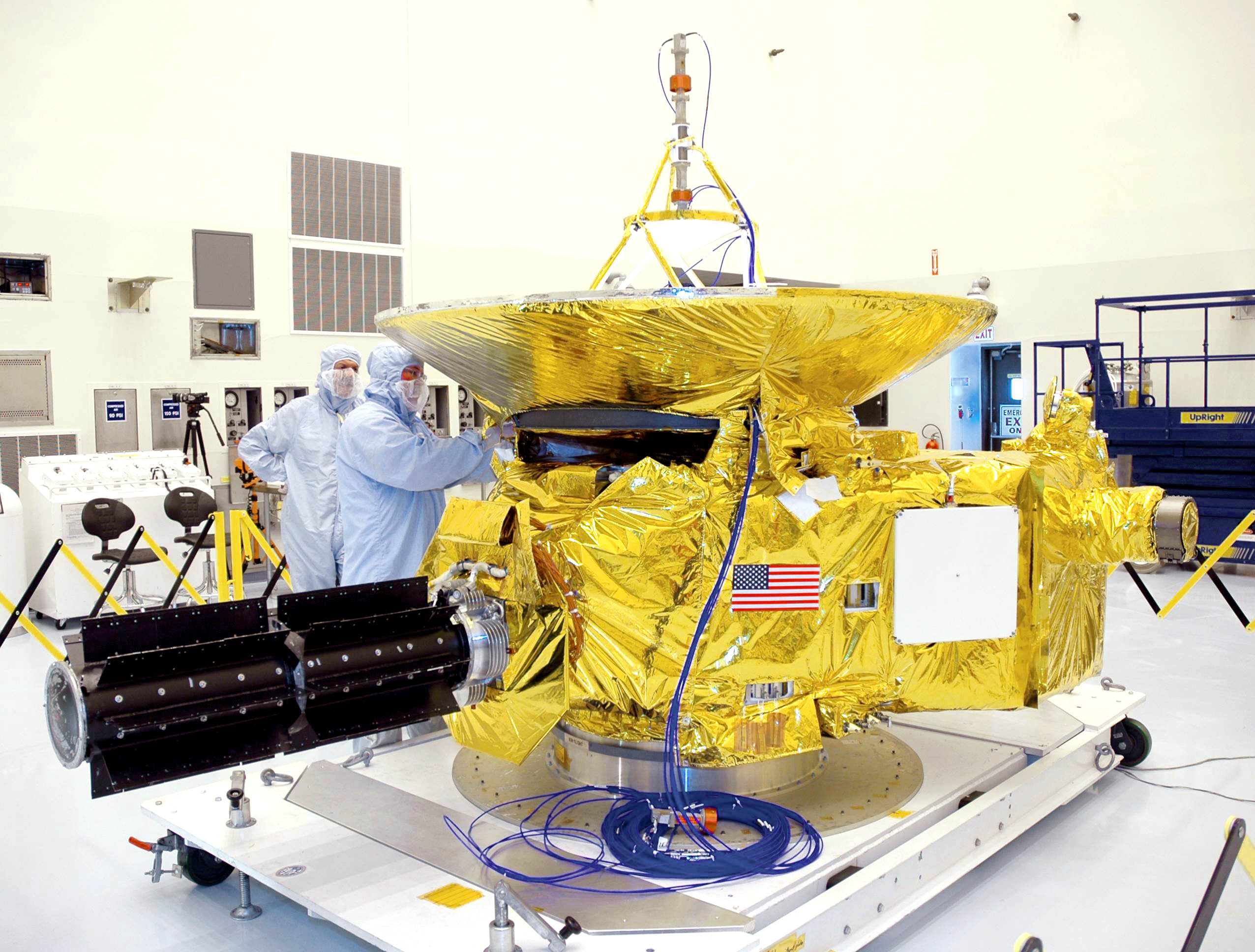
組立て棟内のニュー・ホライズンズ

### 基準
RTGに用いられる放射性物質は、次のいくつかの特徴を備える必要がある。
1. 高いエネルギー放射を生み出さなければならない。崩壊当たりのエネルギー放出は、モル当たりのエネルギー生産に比例する。一般的に、アルファ崩壊ではストロンチウム90またはセシウム137のベータ崩壊の約10倍のエネルギーを生み出す。
2. 放射は、容易に吸収され、熱放射に変換される形でなければならない。アルファ放射が好ましく、ベータ放射は、制動放射でかなりの量のガンマ線、X線を放出し、そのため防護壁を厚くしなければならない。同位体は、別の崩壊系列であっても、多量のガンマ線、中性子線やその他の透過性の放射線を出すものであってはならない。
3. 比較的継続的に長期間エネルギーを放出するように、半減期が長いものでなければならない。ある量での時間当たりのエネルギー放出量（仕事率）は、半減期に反比例する。半減期が2倍で崩壊当たりのエネルギーが同じ半導体は、モル当たり半分の仕事率しか産まない。RTGによく使われる放射性同位体の半減期は数十年であるが、特定の目的のためには、さらに短い半減期の同位体が使われることもある。
4. 宇宙飛行用には、質量、体積当たり多くの量の仕事率を産む燃料でなければならない。大きさの制限がないならば、密度と重量は地球で使うにはそれほど問題にならない。放射線のエネルギーか崩壊前後の質量損失量が既知であれば、崩壊エネルギーを計算できる。

### 同位体の選択
最初の2つの基準により、利用可能な放射性同位体は30個以下に制限される。プルトニウム238、キュリウム244、ストロンチウム90が最も良く用いられるが、ポロニウム210、プロメチウム147、セシウム137、セリウム144、ルテニウム106、コバルト60、キュリウム242、ツリウムの同位体の利用も研究されている。

#### 238Pu,90Sr
238Puは、防護壁が最も薄くても良く、寿命が最も長い。エネルギー放出は、kg当たり0.54kWである。最後の基準に当てはまり、鉛防護壁の厚さが25mm以下で済む同位体は3つしかない。238Puは、その3つの中で最も望ましいもので、鉛防護壁の厚さは2.5mm以下で良く、格納容器が適切なものであれば、238PuのRTは、多くの場合、鉛防護壁を必要としない。238Puは、酸化プルトニウム(IV)の形で、最も広範にRTGの燃料になる。238Puは、87.7年の半減期を持ち、出力密度も手頃で、ガンマ線や中性子線の放出もかなり少ないため、極めて有用である。
90Srはベータ崩壊で崩壊するが、ガンマ線の放出は無視できるほど少ないため、防護壁はほとんど必要ない。半減期は28.8年で238Puよりも短く、崩壊エネルギーも小さい。そのため、出力密度はkg当たりわずか0.46kWである。エネルギー出力が小さいため、238Puよりも低い温度にしかならず、効率も低いが、90Srは、核分裂反応により高収率で得られる廃棄物であり、安い価格で大量に調達することができるという利点がある。

#### 210Po
1958年にアメリカ原子力委員会によって作られた初期のRTGのうちいくつかは210Poを利用していた。この同位体は、放射性活性が高いため、驚異的な出力を生み出したが、半減期が138日と短いことから、用途は限られていた。1kgの純粋な210Poは、一辺が48mmの立方体となり、約140kWの崩壊エネルギーを生み出す。融解させるために必要な熱は60kJ/kgで、蒸発させるために必要な熱はその約10倍である。効率的な冷却系がなければ、自己発熱で融解し、一部は蒸発してしまう。

#### 242Cm,244Cm,241Am
242Cmと244Cmはどちらも研究されているが、自発核分裂によりガンマ線や中性子線が発生し、厚い防護壁を必要とする。
241Amは、238Puよりも長い半減期を持つ将来的な候補である。241Amの半減期は432年であり、数世紀に渡って電源を供給することができると考えられている。しかし、241Amの出力密度は、238Puの4分の1に過ぎず、また崩壊過程の生成物が238Pu以上の透過性放射線を発生するため、18mmの鉛防護壁が必要である。そうではあっても、RTGの防護壁の必要厚さとしては、238Puに次いで2番目に薄い。現在は世界的に238Puが不足していることから、241Amには大きな期待が寄せられている。

## 寿命

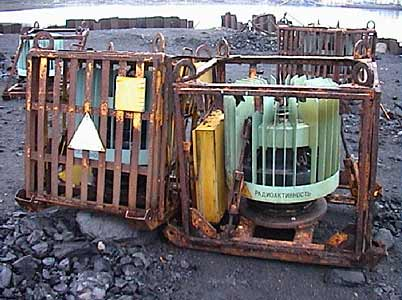
放置され荒された状況下に置かれているソビエト連邦のストロンチウム90RTG

ほとんどのRTGは、半減期が87.7年の238Puを用いている。この同位体を用いるRTGは、1年ごとに出力が0.787%ずつ小さくなる。生産後23年経つと、出力が16.6%減少し、当初の83.4%になる。つまり、当初470Wの電池は、23年後には392Wになる。そのうえ、熱電対も劣化するため、2001年時点でボイジャー1号のRTGは315W、ボイジャー2号のRTGは319Wに出力が低下し、当初比で83.4%を下回る67%の出力となっている。
ガリレオミッションでは、寿命が特に大きな問題となっている。当初は1986年に打ち上げが予定されていたが、チャレンジャー号爆発事故の影響で延期された。そのため、探査機は1989年の打上げまで4年間倉庫に保管されていたことからRTGが劣化し、ミッションの電力供給について計画を立て直さなければならなかった。

## 効率
RTGは放射性物質からの熱を電気に変換するのに熱電対を用いている。熱電対は、非常に信頼性が高く長持ちするものの効率が非常に悪い。効率が10%を上回ることはなく、ほとんどのRTGの効率は3%から7%である。宇宙ミッションに用いられる熱電対の材料は、ケイ素-ゲルマニウム合金、テルル化鉛、テルル化アンチモン-ゲルマニウム-銀合金 (TAGS) 等である。熱を電気に変換する別の技術の採用による効率の改善の研究が進められている。高効率の達成により、同じエネルギーを得るのに必要な放射性燃料の量は少なくなり、発電装置全体の重量も軽量化が可能となる。これは、宇宙船の打上げコストに決定的に重要である。
エジソン効果を用いたエネルギー変換装置である熱電子発電機は、10%から20%の効率が可能であるが、通常のRTGよりも高い温度が必要である。初期の210Poを用いたRTGのいくつかは熱電子発電機を採用しており、他の同位体でも実現の可能性はあるが、半減期が短いと利用できない。
熱光起電力電池は、可視光よりも、熱い表面から出る赤外線を電気に変換する以外は太陽電池と同じ原理である。熱光起電力電池は熱電対よりも若干良い程度の効率であり、熱電対の上に重畳すると、効率が2倍になり得る。電熱器を用いたシミュレーションでは、その効率は20%に達したが、実際の放射性物質を用いた試験は行われていない。理論的には、熱光起電力電池の効率は30%まで可能だとされるが、そのような装置は未だ製造されていない。熱光起電力電池とケイ素の熱電対の組み合わせは、特に電離放射線の環境下では、熱電対よりも劣化が速い。
ダイナミック発電装置は、RTGの変換効率を4倍以上にしうる。アメリカ航空宇宙局とアメリカ合衆国エネルギー省は、スターリングエンジンと線形交流発電機を組み合わせて熱を電気に変換するスターリング放射性同位体発電装置 (ASRG) と呼ばれる次世代の放射性同位体燃料電源を開発した。ASRGの試作機の平均効率は、23%であったが、発電機の熱端と冷端の温度の比を増すと効率はさらに改善した。無接触可動部と非劣化屈曲ベアリングの使用と密閉環境により、試験では何年の運用でも劣化がなかった。実験の結果では、ASRGは維持の手間なしで数十年は電源を供給し続けることができるということが示された。ASRGの利用先としては、深宇宙や火星、月等の探査ミッションが想定される。

## 安全性

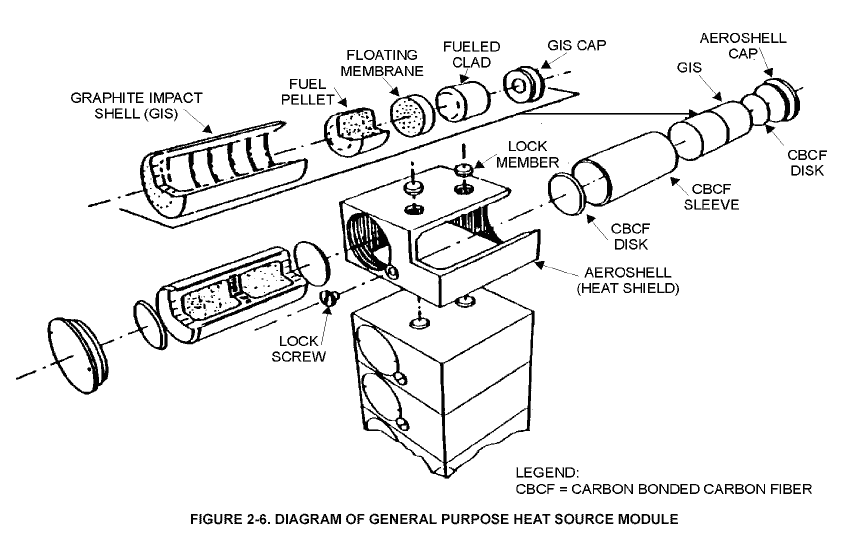
RTGで用いられる熱源の模式図

### 放射能汚染
RTGには、放射能汚染のリスクがつきまとう。燃料を支える格納容器が破れると、放射性物質が環境を汚染する。
宇宙船における最大の問題は、打上げ時や地球への帰還時に事故が起こると、有害物質が大気中に放出されることであり、そのため宇宙船等へのRTGの利用は議論を呼んでいる。
例えば、1997年のカッシーニの打上げの際の環境影響研究では、ミッションの様々な段階での汚染事故が起こる確率を評価している。打上げ後の3.5分間に衛星の3つのRTGと129個の放射性同位体熱源のうち1つ以上が放射性物質の漏洩を起こす確率は1400分の1、軌道から降下後に漏洩を起こす確率は476分の1、その後は急減して100万分の1以下になると推定された。さらに、打上げ時に汚染を伴う事故が起きた場合、RTGによる汚染が実際に起こる確率は、10分の1と推定された。これまでは全て打上げは成功し、カッシーニは土星に到達した。
これらのRTGに使われるプルトニウム238の半減期は87.74年であり、核兵器や原子炉に使われるプルトニウム239の半減期24,110年と比べるとかなり短い。短い半減期の結果、プルトニウム238の放射性の強さはプルトニウム239の約275倍である（17.3Ci/gと0.063Ci/g）。つまり、3.6kgのプルトニウム238は、1トンのプルトニウム239と1秒間当たり同じ数の放射性崩壊が起こる。放射性物質の吸入による2つの同位体の致死性はほぼ同じなので、プルトニウム238はプルトニウム239の約275倍毒性が強いということになる。
両同位体から放出されるアルファ線は皮膚を透過しないが、吸入または摂取されると、体内から放射線を発することになる。特にリスクが大きいのは、表面に同位体が吸着しやすい骨格と同位体が集まり濃縮される肝臓である。
これまでに、RTGを搭載した宇宙船の事故が何件か知られている。
1. 最初の事故は、1964年4月21日のアメリカでの打上げの失敗である。航行衛星トランジット5BN-3は軌道への到達に失敗し、大気圏再突入にマダガスカル北部で燃え尽きた[22][23]。SNAP-9a内の17,000Ci (630TBq) の金属プルトニウム燃料が南半球中の大気に散らばり、その痕跡は数ヶ月後まで検出された。
2. 2番目の事故は、1968年5月21日にヴァンデンバーグ空軍基地から打ち上げられた気象衛星ニンバスB-1のローンチ・ヴィークルが直後に軌道を逸脱し、意図的に破壊された事故である。SNAP-19は比較的不活性な二酸化プルトニウムを含んでおり、5か月後にサンタバーバラ海峡の海底で元の状態のまま回収され、環境への汚染は検出されなかった[24]。
3. 1969年に、RTGを搭載した月ローバーを運ぶ2機以上のコスモス衛星が失敗した。両機とも燃え尽きる際に放射線を放出した。
4. 1970年4月のアポロ13号のミッションの失敗では、RTGを積んだアポロ月着陸船がフィジー上空で大気圏に再突入した。SNAP-27は44,500Ci (1,650TBq) の二酸化プルトニウムを含んでおり、トンガ海溝の水深6kmから9kmの地点に墜落するように軌道が調整された。大気と海水のサンプリングの結果からプルトニウム238の汚染が見られなかったことから、設計通りキャスクが無事で海底に沈んでいると推定された。キャスクは、燃料を少なくとも半減期10回分（870年）は保持すると考えられている。米国エネルギー省は海水の試験を行い、再突入に耐えるように設計されたグラファイト製の覆いは健全で、プルトニウムの漏出も起こっていないことが確認された。続く調査では、この海域の自然放射線の量も上昇していないことが確認された。アポロ13号の事故は、地球と月の間から速い速度で再突入してきたため、シナリオとしては極端なものだったが、この事故は、高い安全性の次世代RTGの設計の正当性を立証した。

これらの他にも、1973年から1993年にRTGではなく原子炉を積んだソビエトやロシアの宇宙船の事故が5件ある。（RORSATを参照）
放射性物質漏出のリスクを最小化するため、燃料は独自の熱シールドを持つ個別のモジュールの中に収められる。燃料はイリジウムの層で囲まれ、高強度グラファイトの覆いで覆われる。イリジウムとグラファイトは、耐食性と耐熱性を持つ。グラファイト容器は、大気圏再突入の際の熱に耐えるように設計されたエアロゾルで包まれる。また、プルトニウム燃料自体は、耐熱性のためにセラミック化され、蒸発やエアロゾル化のリスクを軽減している。セラミックはまた高度に不溶性である。
RTGを搭載した宇宙船の最も直近の事故は、1996年11月16日に打ち上げられたロシアのマーズ96である。2つのRTGは合計200gのプルトニウムを含み、設計通り再突入による損傷はなかったと考えられている。現在では、チリのイキケの東32km沖を中心に320km×80kmの北東から南西に伸びる楕円内のどこかに沈んでいると推定されている。
ソビエト連邦が灯台や無線標識の給電のために設置した多くのBeta-Mが身元不明線源となっている。それらのいくつかは、スクラップにするために不法に分解され、完全に剥き出しか防護壁に欠損のあるSr-90線源が海洋に投棄されたと考えられている。アメリカ国防総省は、Beta-Mの放射線源がテロリストが汚い爆弾を作る材料に使われることを懸念している。
1961年以来、アメリカ合衆国では、28機の放射性同位体エネルギー源の宇宙船が安全にミッションを遂行している。

### 核分裂
RTGと原子炉は、全く異なった原子核反応を利用している。原子炉は制御された核分裂のエネルギーを利用する。ウラン235やプルトニウム239の原子が分裂すると、中性子が放出され、それが引き金となり、中性子吸収剤で制御された速度の連鎖反応でさらなる核分裂を引き起こす。需要に応じて出力を変更でき、管理のために完全に停止できるというメリットがあるが、危険な高出力での暴走が起きないように保守が必要というデメリットがある。
RTGでは連鎖反応は起こらず、同位体の量とその半減期のみに依存した、完全に予測可能で安定的に減少する速度で熱が生産される。事故的な暴走は原理的に起こりえない。一方、熱生産の量を需要に応じて変化させることができず、不必要な時にも停止できない。過剰需要時には、蓄電池等の補助的な電源供給が必要であり、打上げ前や初期飛行段階も含めて全ての段階で適正な冷却が必要である。
プルトニウム238には核拡散のリスクはない。その高い出力から、RTG燃料には向いているが、核兵器には使えない。プルトニウム238は、「核分裂可能」ではあるが、「核分裂性」ではない。まれにアルファ崩壊の代わりに自発的に核分裂することはあり、また核分裂で出る高速中性子によって分裂を誘起されることはあり得るが、核兵器に必要な持続的な連鎖反応は起こらない。核分裂性のプルトニウム239よりも比較的高い頻度で自発的に分裂するため、プルトニウム238の混入は、核兵器を劣化させ、不完全核爆発の可能性を高める。

## 宇宙探査に使われるRTG
RTGは、将来の星間探査機への利用が提案されている。この例は、NASAにより2003年から行われているInnovative Interstellar Explorerである。アメリシウム241を用いたRTGのミッションへの利用が2002年に提案された。アメリシウム241はプルトニウムよりも半減期が長く、1000年以上に渡って星間探査機に電源を供給できるとされた。
米エネルギー省は、宇宙探査機の動力源に使用する非兵器級プルトニウムの生産を2013年3月に25年ぶりに再開した。米国は宇宙探査機用のプルトニウム238をサウスカロライナ州サバンナ・リバー・サイトの原子炉で生産していたが、1980年代後半に安全上の問題から生産を中止し、ロシアからの購入に切り替えていたが、ロシアからの供給も2010年に終了し、在庫が減っていた。
米露以外としては、2013年12月に打ち上げ予定の嫦娥3号で中国が初めてRTGを使用する予定。

## モデル

### 宇宙
| 名前 & モデル    | 使用                                                                   | 最大出力     | 最大出力 | 放射性同位体 | 最大燃料 (kg) | 質量 (kg)   |
| 名前 & モデル    | 使用                                                                   | 電気 (W)     | 熱 (W)   | 放射性同位体 | 最大燃料 (kg) | 質量 (kg)   |
| ---------------- | ---------------------------------------------------------------------- | ------------ | -------- | ------------ | ------------- | ----------- |
| ASRG             | 試作（打上げなし）, ディスカバリー計画                                 | < 140 (2×70) | < 500    | 238Pu        | < 1           | < 34        |
| MMRTG            | キュリオシティ, パーサヴィアランス                                     | < 110        | < 2000   | 238Pu        | < 4           | < 45        |
| GPHS-RTG         | カッシーニ (3), ニュー・ホライズンズ (1), ガリレオ (2), ユリシーズ (1) | 300          | 4400     | 238Pu        | 7.8           | 55.9 - 57.8 |
| MHW-RTG          | LES-8/9, ボイジャー1号 (3), ボイジャー2号 (3)                          | 160          | 2400     | 238Pu        | < 4.5         | 37.7        |
| SNAP-3B          | Transit-4A (1)                                                         | 2.7          | 52.5     | 238Pu        | ?             | 2.1         |
| SNAP-9A          | Transit 5BN1/2 (1)                                                     | 25           | 525      | 238Pu        | < 1           | 12.3        |
| SNAP-19          | Nimbus-3 (2), パイオニア10号 (4), パイオニア11号 (4)                   | 40.3         | 525      | 238Pu        | < 1           | 13.6        |
| modified SNAP-19 | バイキング1号 (2), バイキング2号 (2)                                   | 42.7         | 525      | 238Pu        | < 1           | 15.2        |
| SNAP-27          | アポロ12号 ALSEP (1)                                                   | 73           | 1,480    | 238Pu        | 3.8           | 20          |
| Buk (BES-5)      | RORSAT (1)                                                             | 3000         | 100,000  | 235U         | 30            | < 1000      |
| SNAP-10A         | SNAP-10A (1)                                                           | 600          | 30,000   | 濃縮ウラン   |               | 431         |

### 地上
| 名前 & モデル | 利用                           | 最大出力  | 最大出力    | 放射性同位体 | 最大燃料 (kg) | 質量 (kg)   |
| 名前 & モデル | 利用                           | 電気 (W)  | 熱 (W)      | 放射性同位体 | 最大燃料 (kg) | 質量 (kg)   |
| ------------- | ------------------------------ | --------- | ----------- | ------------ | ------------- | ----------- |
| Beta-M        | ソビエト連邦の旧式の灯台と標識 | 10        | 230         | 90Sr         | 0.26          | 560         |
| Efir-MA       | ソビエト連邦の旧式の灯台と標識 | 30        | 720         | ?            | ?             | 1250        |
| IEU-1         | ソビエト連邦の旧式の灯台と標識 | 80        | 2200        | ?            | ?             | 2500        |
| IEU-2         | ソビエト連邦の旧式の灯台と標識 | 14        | 580         | ?            | ?             | 600         |
| Gong          | ソビエト連邦の旧式の灯台と標識 | 18        | 315         | ?            | ?             | 600         |
| Gorn          | ソビエト連邦の旧式の灯台と標識 | 60        | 1100        | 90Sr         | ?             | 1050        |
| IEU-2M        | ソビエト連邦の旧式の灯台と標識 | 20        | 690         | ?            | ?             | 600         |
| IEU-1M        | ソビエト連邦の旧式の灯台と標識 | 120 (180) | 2200 (3300) | ?            | ?             | 2(3) × 1050 |
| Sentinel 25   | アメリカ合衆国の遠隔北極監視   | 9 - 20    |             | SrTiO3       | 0.54          | 907 - 1814  |
| Sentinel 100F | アメリカ合衆国の遠隔北極監視   | 53        |             | Sr2TiO4      | 1.77          | 1234        |